# Pfarrkirche Stall im Mölltal

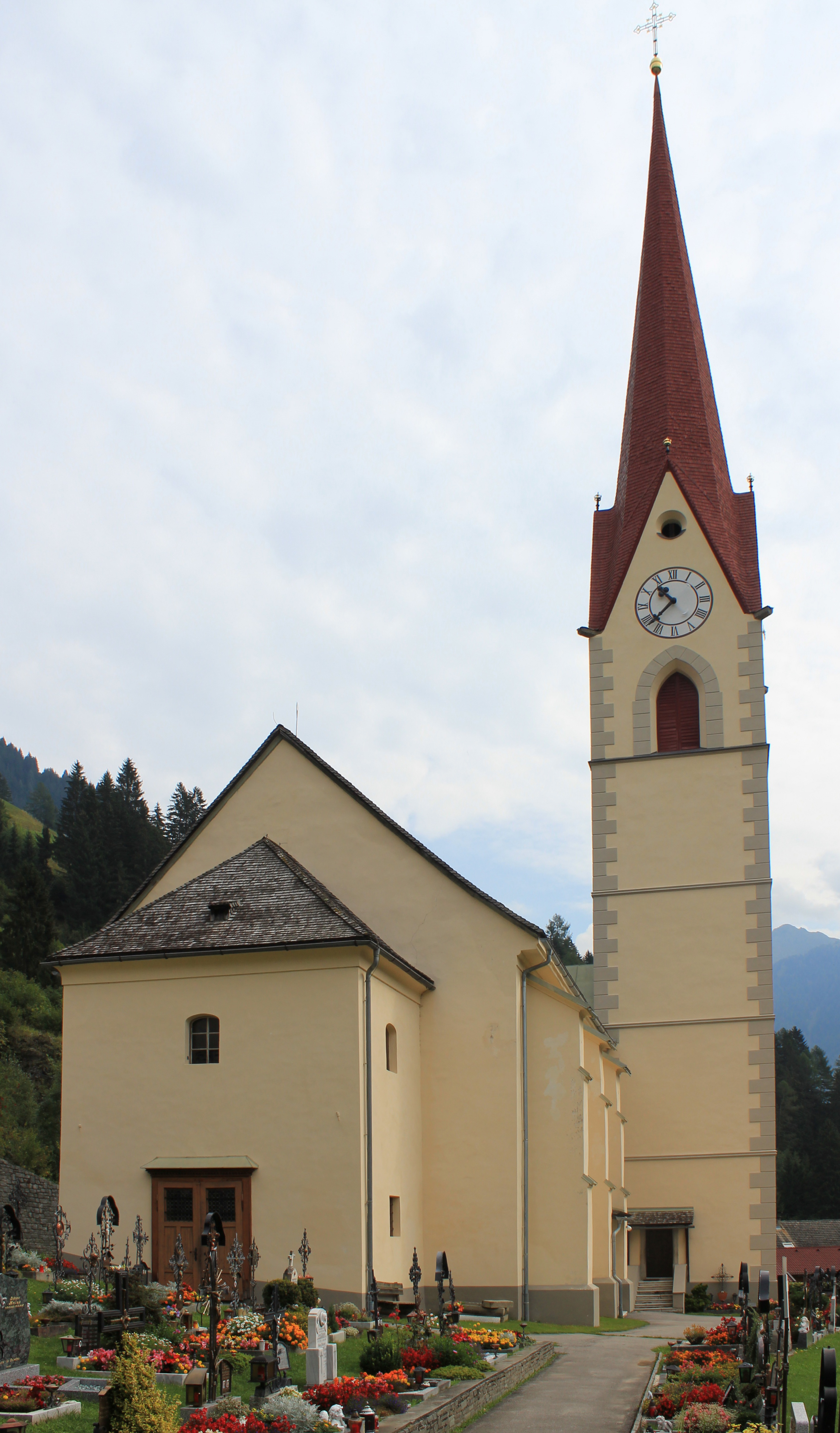
Außenansicht

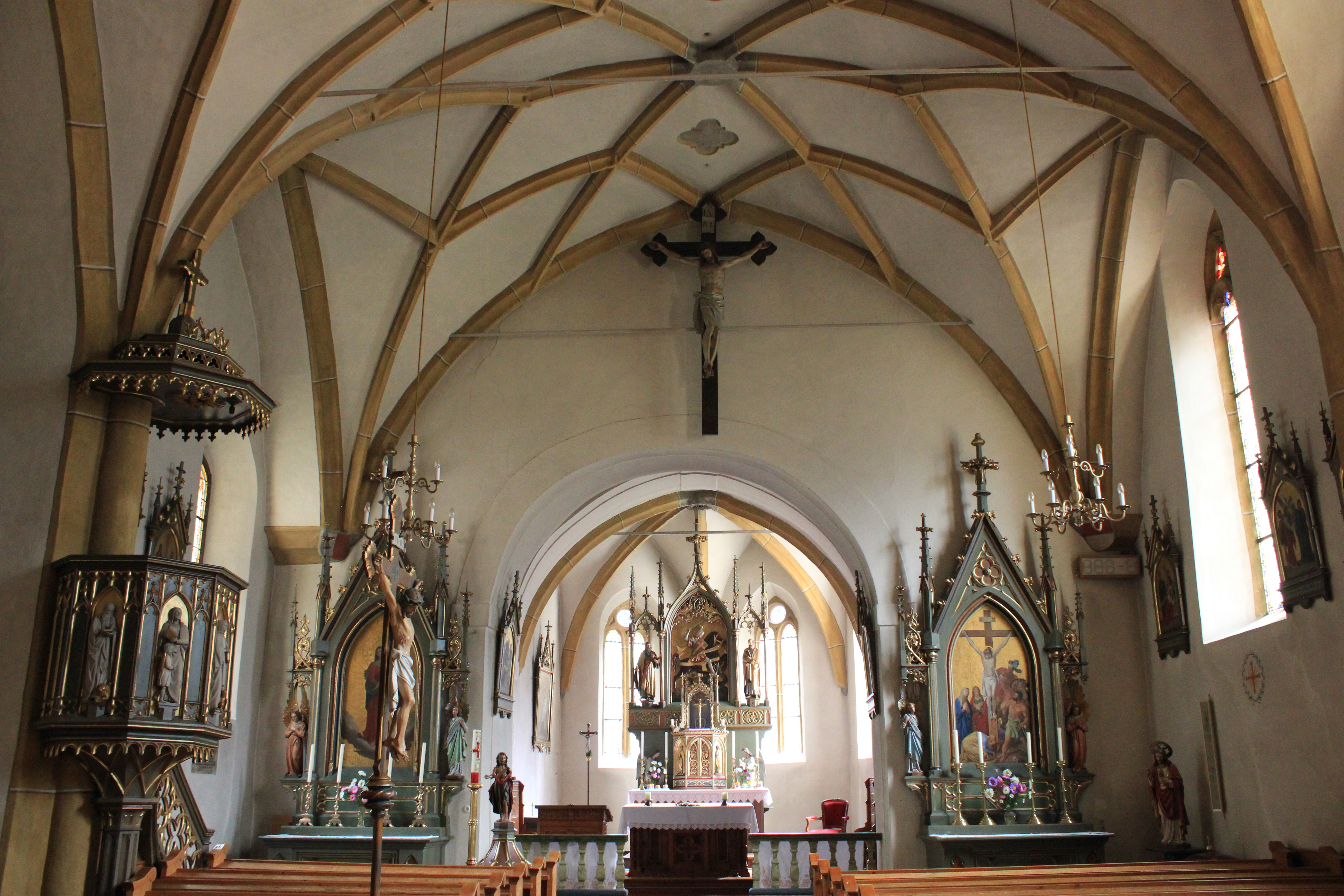
Innenansicht

Die römisch-katholische Pfarrkirche Stall im Mölltal steht nördlich der gleichnamigen Ortschaft an einem Berghang. Sie ist dem heiligen Georg geweiht.

## Geschichte
Zwischen 957 und 993 fand die Kirche ihre erste urkundliche Erwähnung. Eine lückenlose Pfarrchronik liegt seit 1336 vor. Von der Großpfarre Stall wurden 1787 Winklern und Rangersdorf als eigenständige Pfarren abgetrennt. Bei einem Brand 1825 stürzten der Turm und das Kirchendach ein. 1831 fand die Neueinweihung der Kirche statt, erst 1899 wurde der Turm wieder errichtet.

## Baubeschreibung
Die Kirche ist ein gotischer Bau mit dreijochigem Langhaus und Satteldach, einem Chor mit Viersechstelschluss, einem nördlichen Kapellenanbau von 1932 und einer vermutlich barocken Vorhalle. Das Langhaus wird an der Südseite von mächtigen, abgetreppten Strebepfeilern gestützt. Der fünfgeschoßige Turm wird von einem Spitzgiebelhelm bekrönt. Eine Glocke goss 1584 Benedikt Fiering.
Über dem Langhaus erhebt sich ein Sternrippengewölbe über kräftigen Wandpfeilern mit halbrunden Vorlagen. Die Vierpässe in den Gewölbefeldern wurden Ende des 15. Jahrhunderts mit halbfigurigen Heiligen bemalt. Die spätgotische Empore über einem gedrückten Spitzbogen im Westjoch wurde im 18. Jahrhundert mit einer vorschwingenden Balustrade versehen. In den zwei hohen Spitzbogenfenster an der Langhaussüdwand hat sich ursprüngliches Maßwerk erhalten. Ein tief herabgezogener Triumphbogen verbindet das Langhaus mit dem Chor. Das Rippengewölbe im Chorschluss stammt aus dem 14. Jahrhundert, das Kreuzgratgewölbe im Chorjoch aus dem Barock. Das Wandgemälde im Chor aus dem zweiten Viertel des 19. Jahrhunderts gibt das Gleichnis des Verlorenen Sohnes wieder.

## Ausstattung
Josef Staudacher aus Sexten fertigte 1847 den Hochaltar, die Seitenaltäre und die Kanzel im neugotischen Stil. Der Hochaltar mit schreinartigem Aufbau zeigt im Zentrum ein Relief mit dem drachentötenden Georg. Seitlich stehen auf Konsolen die Statuen der Apostelfürsten Petrus und Paulus. Das Altarblatt des rechten Seitenaltares stellt Maria mit Kind, das des linken Altares die Kreuzigung dar. Auf dem Altar in der Kapelle steht eine Pietà. Am Korb der Kanzel sind Reliefs der vier Evangelisten angebracht. Zur weiteren Ausstattung der Kirche zählen ein Schmerzensmann, eine schmerzhafte Muttergottes aus dem 18. Jahrhundert sowie eine Madonna aus dem 18. Jahrhundert mit neugotischer Fassung.